# Syndicat mixte Provence Verte Verdon
Le Syndicat mixte Provence Verte Verdon est un syndicat mixte et anciennement un pays de loi Voynet, regroupant 43 communes du Var concernant 117 321 habitants en 2014.
C'est un des 3 pays d'art et d'histoire en Provence-Alpes-Côte d'Azur, avec :
- le Pays Serre-Ponçon Ubaye Durance ;
- le Pays Ventoux Comtat Venaissin.

La région Provence-Alpes-Côte d'Azur dispose par ailleurs de 7 villes d'art et d'histoire : Arles, Briançon, Fréjus, Grasse, Hyères, Martigues, Menton.

## Composition

### Les communautés de communes
- Communauté d'agglomération de la Provence Verte qui a regroupé trois anciennes communautés de communes :
  - Communauté de communes Comté de Provence
  - Communauté de communes Sainte-Baume Mont-Aurélien
  - Communauté de communes du Val d'Issole
- Communauté de communes Provence Verdon

## Composition du Syndicat mixte Provence Verte Verdon
Le Comité syndical du 04 septembre 2020 a élu Président Michel Gros, Maire de La Roquebrussanne et Bernard de Boisgelin, Maire de Saint-Martin-de-Pallières comme Vice Président. 
- Sont élus au Bureau du Syndicat Mixte[5] : 
  - pour les 28 communes de la Communauté d'agglomération de la Provence Verte : Didier Bremond, Alain Decanis, Gérard Fabre, Jean-Claude Félix, Jérémie Giuliano, Chantal Lassoutanie, Jacques Paul, Franck Pero, Nicole Rullan,
  - pour les 15 communes[6] de la Communauté de communes Provence Verdon : Hervé Philibert, Nicolas Bremond.

## Culture locale et patrimoine
Le Pays de la Provence Verte a obtenu le label « Pays d’art et d’histoire ». Sur ce territoire, les richesses à découvrir sont liées à la nature, à la culture et aux traditions.
Un Schéma territorial de développement et d’organisation touristique durable a été élaboré pour définir une stratégie touristique pour le pays de la Provence Verte sur la période 2020-2040.
L'un des programmes évoqués est la création d'un Centre d'interprétation de l'architecture et du patrimoine (CIAP),. Il s'agit, à Barjols, d'un espace mutualisé entre trois structures (le Pays de la Provence Verte et Verdon, le Parc naturel régional de la Sainte-Baume et Provence Verte & Verdon Tourisme). L'antenne de Saint-Maximin-la-Sainte-Baume, dans l'ancien hôtel Dieu porte sur les patrimoines, la culture et les paysages et un train de découverte.
De nombreux projets sont par ailleurs soutenus dans le programme Leader en Provence Verte Sainte-Baume,.